# 第52師団 (日本軍)
第52師団（だいごじゅうにしだん）は、大日本帝国陸軍の師団の一つ。

## 概要
1940年（昭和15年）8月から常設師団のうちの8個師団が満州に永久駐屯することになり、代替の常設師団として同年7月10日に留守師団を基幹に編成された6個師団のひとつである（ほかに第51師団・第54師団・第55師団・第56師団・第57師団）。このほか、翌年の1941年（昭和16年）9月16日に第53師団が留守第16師団を基幹に編成されたが、第1師団分については代替師団が編成されなかった。
第52師団は、石川・富山・長野の三県を徴兵区とする常設師団として留守第9師団を基幹に金沢で編成された。なお、管轄区域は1941年（昭和16年）から金沢師管区に改称、1945年（昭和20年）には補充任務等の管轄区域の軍政を担当する留守師団司令部は独立し金沢師管区司令部となった。

## 沿革
師団は編成後、当初は金沢に在り東部軍に属していたが、1944年（昭和19年）1月にトラック島へ派遣され、翌月に新設の第31軍に編入された。その際、海洋師団編制に改編されている。
アメリカ軍はトラック島空襲の後、地上や海上からトラック島に進攻しなかったため、師団主力は以後現地で自給生活を送る。ニューギニアの戦いほどではないにせよ、多くの兵士を栄養失調に陥らせる犠牲を払いながらも、終戦まで師団を存続することに成功した。
1945年（昭和20年）9月2日、師団長・中将麦倉俊三郎が現地で降伏文書に調印。翌1946年（昭和21年）までに引き揚げて任務を完遂した。

## 師団概要

### 歴代師団長
- 草場辰巳 中将：1940年（昭和15年）10月1日 - 1941年11月6日[1]
- 麦倉俊三郎 中将：1941年（昭和16年）11月6日 - 1945年1月20日[2]
- （兼・扱）麦倉俊三郎 中将：1945年（昭和20年）1月20日 - 終戦[2]

### 参謀長
- 谷口春治 大佐：1940年（昭和15年）10月1日 - 1943年3月1日[3]
- 田島和市 大佐：1943年（昭和18年）3月1日 - 終戦[4]

### 最終所属部隊
- 歩兵第69連隊（富山）：柴野為亥知大佐
- 歩兵第107連隊（金沢）：山中萬次郎大佐
- 歩兵第150連隊（松本）：林田敬蔵大佐
- 第52師団戦車隊：佐藤恒哉少佐
- 第52師団輜重隊：大南斂大尉
- 第52師団海上輸送隊：西村利央中佐
- 第52師団通信隊：馬場義行少佐
- 第52師団経理勤務部：榊原茂大佐
- 第52師団兵器勤務隊：辻川初次郎少佐
- 第52師団野戦病院：杉田秀馬大佐